# 阿爾巴尼亞獨立日
獨立日是阿爾巴尼亞的公眾假期，定於每年11月28日，旨在紀念阿爾巴尼亞獨立宣言（脫離奥斯曼帝国獨立），該宣言於1912年11月28日經由阿爾巴尼亞國會通過，阿尔巴尼亚因而建國。

## 意義
阿爾巴尼亞將每年的11月28日定為獨立日，並在阿尔巴尼亚國內及海外阿爾巴尼亞人社群中慶祝。這一節日是紀念1912年11月28日阿爾巴尼亞宣佈獨立，及伊斯梅尔·捷马利於发罗拉升起阿尔巴尼亚国旗。值得一提，1443年11月28日，斯坎德培在克鲁亚升起了相同的旗幟。

## 歷史
阿爾巴尼亞人對獨立的鬥爭可追溯到15世紀，當時奧斯曼首次控制阿爾巴尼亞國土。大多數歷史學家認為，真正的獨立鬥爭乃隨著阿爾巴尼亞民族主義於19世紀的發展而起。這種火花在散居於義大利南部的海外僑民（為15世紀斯坎德培去世後逃離的阿爾巴尼亞人後裔）尤為明顯。